# Adelotypa wia
Espèce
Adelotypa wia est un insecte lépidoptère appartenant à la famille  des Riodinidae et au genre Adelotypa.

## Dénomination
Adelotypa wia a été décrit par Christian Brévignon et Jean-Yves Gallard en 1992.
Pour certains c'est Livendula aminias wia, une sous-espèce de Livendula aminias

## Écologie et distribution
Adelotypa wia est présent en Guyane.

### Protection
Pas de statut de protection particulier.